# Альбахинг
Альбахинг (нем. Albaching) — община в Германии, в земле Бавария.
Подчиняется административному округу Верхняя Бавария. Входит в состав района Розенхайм.
По данным на 31 декабря 2015 года:
- территория — 1814,99 га;
- население — 1714 чел.;
- плотность населения — 94,44 чел./км²;
- землеобеспеченность с учётом внутренних вод — 10 589,21 м²/чел.

С 1 января 1994 года община входит в состав административного сообщества Пфаффинг.

## Население
По оценке на 31 декабря 2015 года население общины составляет 1714 человек.
| Дата      | 1840 | 1871 | 1900 | 1925 | 1939 | 1950 | 1961 | 1970 | 1987 | 2011 |
| --------- | ---- | ---- | ---- | ---- | ---- | ---- | ---- | ---- | ---- | ---- |
| Население | 724  | 777  | 827  | 905  | 846  | 1192 | 1033 | 1078 | 1101 | 1652 |

| Год       | 1960 | 1970 | 1980 | 1990 | 2000 | 2009 | 2010 | 2011 | 2012 | 2013 | 2014 | 2015 |
| --------- | ---- | ---- | ---- | ---- | ---- | ---- | ---- | ---- | ---- | ---- | ---- | ---- |
| Население | 808  | 886  | 1048 | 1108 | 1453 | 1622 | 1627 | 1648 | 1657 | 1708 | 1729 | 1714 |